# Dimash Kudaibergen
Dimash Kudaibergen (kazakiska: Димаш Құдайберген – Дінмұхаммед Қанатұлы Құдайберген), född 24 maj 1994 i Aktobe, Kazakstan, är en kazakisk sångare, låtskrivare och multiinstrumentalist som blev känd efter att han vunnit Slavianski bazaar i Vitsebsk i Belarus 2015. År 2017 kom Kudaibergen på andra plats i Hunan Televisions första säsong av Singer. Samma år tilldelades han det viktigaste priset i Top Chinese Music Awards.

## Biografi
Kudaibergens föräldrar, Kanat och Svetlana Aitbaeva, är båda berömda artister i Kazakstan. Han började att sjunga i femårsåldern. År 2010 vann han förstapriset i den internationella festivalen Zvonkie golosa Bajkonura och år 2012 vann han Grand Prix i Zjas qanat samt ett pris i Oriental bazar. År 2013 vann Kudaibergen Making Asia, en internationell festival för unga utövare.
Efter framförandet av de två melodierna "Opjat metel" och "SOS d'un terrien en détresse" på Slavianski bazaar år 2015 vann han Grand Prix med en sammanlagd poängsumma på 175 av 180 möjliga. Senare samma år blev han Kazakstans första representant i ABU TV Song Festival, där han framförde "Daididau".

## Utbildning
Vid fem års ålder började Kudaibergen ta piano- och sånglektioner på barnstudion Aktobes Akhmet Zhubanov Music College.  Han deltog senare i Gymnasium Nr.32 i Aktobe. Kudaibergen avslutade en Broadway Musical masterklass 2009.  2014 tog han examen i klassisk musik från musikavdelningen vid K. Zhubanov University i Aktobe  och började sina studier i samtida musik (Jazz, Pop) på Kazakh National University of Arts i Astana där han tog examen den 27 juni 2018 med Major in Vocal.  Dimash tog sin magisterexamen i komposition vid samma universitet den 18 juni 2020. I september 2020 antogs Dimash för doktorandstudier i ämnet musikvetenskap för studieåret 2020–21.  
Kudaibergen talar kazakiska och ryska och studerar engelska och mandarin.

## Hunan TV:sSinger
Från 21 januari till 15 april 2017 deltog Kudaibergen i Singer (tidigare I am Singer), en kinesisk tävling för professionella sångare. 
Den första tävlingsdagen sjöng han "SOS d'un terrien en détresse" och blev omedelbart omtalad som en världssensation på grund av sin speciella röst och falsett. 
"SOS d'un terrien en détresse" räknas som en av de fem mest krävande sångerna på franska. Senare i tävlingen gjorde han ett framträdande med Vitas "Opera №2" som blev omtalat som exceptionellt. Singer avslutades med en final 15 april där Kudaibergen kom på andra plats.
Som en följd av sina framföranden i Singer vann Kudaibergen priset som bästa internationella artist i Top Chinese Music Awards, som är Kinas viktigaste musikpris, i mars 2017.

## Första konserten i Europa
Den 19 november 2018 höll Kudaibergen sin första solokonsert, "DQ", i London. Konserten var en del av de kazakiska kulturdagarna i Storbritannien som anordnades av Kultur- och sportministeriet i Kazakstan med stöd av den kazakiska ambassaden i Storbritannien. Konserten hölls på O2 arena. Konserten var över två timmar lång och Dimash framförde 29 sånger.

## Fanklubbar
Dimash fans kallas för Dears. Den 30 januari 2017 postade Dimash ett inlägg på Weibo där han uttalade till sina fans: Will I call you "Dear" later? och enligt kazakisk namngivningstradition utropades ordet Dear! fyra gånger. Fansen firar sedan dess sin födelsedag varje år den 30 januari. I en intervjuer har Dimash förklarat att hans fans är som kära familjemedlemmar och står honom lika nära och därför valde han begreppet Dear.
Den svenska fanklubben bildades i oktober 2018 och är aktiva på olika social media.